# Lista monumentelor istorice din județul Sibiu - D

Simbol pentru monumentele istorice

Lista monumentelor istorice din județul Sibiu - D cuprinde monumentele istorice înscrise în Patrimoniul cultural național al României și aflate în localități ce încep cu litera D din județul Sibiu.
Lista completă este menținută și actualizată periodic de către Ministerul Culturii, Cultelor și Patrimoniului Național din România, prin intermediul Institutului Național al Patrimoniului, ultima versiune datând din 2015. Această listă cuprinde și actualizările ulterioare, realizate prin ordin al ministrului culturii.
| Cod LMI                                | Denumire                                                                                        | Localitate                           | Localizare                                  | Datare, Creatori                               | Imagine               | Erori             |
| -------------------------------------- | ----------------------------------------------------------------------------------------------- | ------------------------------------ | ------------------------------------------- | ---------------------------------------------- | --------------------- | ----------------- |
| SB-I-s-B-11960 (RAN: 143815.01)        | Necropolă de incinerație                                                                        | oraș Dumbrăveni                      | Cariera de lut din cartier Saroș            | sec. IV-III a. Chr.                            | Încarcă foto \| video | Raportează eroare |
| SB-II-m-B-12385 (RAN: 143815.03)       | Fosta capelă catolică „Sf. Ioan Botezătorul”, azi biserică evanghelică CA                       | oraș Dumbrăveni                      | Str. Vladimirescu Tudor 50                  | 1771, 1925 (modif.)                            | Încarcă foto \| video | Raportează eroare |
| SB-II-m-A-12382 (RAN: 143815.04)       | Biserica romano-catolică „Sf. Apostoli Petru și Pavel” (biserica fostei mănăstiri mechitariste) | oraș Dumbrăveni                      | Str. 1 Decembrie 1918 3                     | 1795 - 1798                                    | Alte imagini          | Raportează eroare |
| SB-II-m-A-12383                        | Biserica armeano-catolică „Sf. Elisabeta”                                                       | oraș Dumbrăveni                      | Piața Cipariu Timotei 1 46.2254°N 24.5768°E | 1766 - 1791                                    | Alte imagini          | Raportează eroare |
| SB-II-m-B-12384 (RAN: 143815.02)       | Castelul Apafi                                                                                  | oraș Dumbrăveni                      | Str. Cuza Vodă 4 46.22531°N 24.57773°E      | 1552, 1650-1700                                | Alte imagini          | Raportează eroare |
| SB-II-m-B-20923.51                     | Linie ferată îngustă                                                                            | sat Daia; comuna Roșia               | Între km 89+104-90+825                      | 1898 - 1910                                    | Încarcă foto \| video | Raportează eroare |
| SB-II-m-B-12373 (RAN: 145444.02)       | Casă                                                                                            | sat Daia; comuna Roșia               | 11                                          | sf. sec. XVI                                   | Încarcă foto \| video | Raportează eroare |
| SB-II-m-B-12374 (RAN: 145444.01)       | Casă                                                                                            | sat Daia; comuna Roșia               | 12                                          | sec. XVIII                                     | Încarcă foto \| video | Raportează eroare |
| SB-II-m-B-12372 (RAN: 145444.03)       | Casa parohială evanghelică                                                                      | sat Daia; comuna Roșia               | 196                                         | sec. XVI, 1900                                 | Încarcă foto \| video | Raportează eroare |
| SB-II-a-A-12375 (RAN: 145444.04)       | Ansamblul bisericii evanghelice fortificate                                                     | sat Daia; comuna Roșia               | 196 45.8025°N 24.27555°E                    | sec. XIII - XVIII                              | Alte imagini          | Raportează eroare |
| SB-II-m-A-12375.01 (RAN: 145444.04.01) | Biserica evanghelică                                                                            | sat Daia; comuna Roșia               | 196                                         | sec. XIII, cca. 1500, 1592, 1778               | Încarcă foto \| video | Raportează eroare |
| SB-II-m-A-12375.02 (RAN: 145444.04.02) | Zid de incintă cu turn-clopotniță                                                               | sat Daia; comuna Roșia               | 196                                         | sec. XIII - XVII                               | Încarcă foto \| video | Raportează eroare |
| SB-II-m-A-12376 (RAN: 144562.01)       | Biserica evanghelică și fragmente ale zidului de incintă                                        | sat Dârlos; comuna Dârlos            | 270 46.19°N 24.4128°E                       | 1450 - 1500, cca. 1500, 1837                   | Alte imagini          | Raportează eroare |
| SB-II-m-A-12377 (RAN: 144982.02)       | Casa parohială evanghelică                                                                      | sat Dealu Frumos; comuna Merghindeal | 12                                          | sec. XVI, ext. sec. XIX - XX                   | Încarcă foto \| video | Raportează eroare |
| SB-II-a-A-12378                        | Ansamblul bisericii evanghelice fortificate                                                     | sat Dealu Frumos; comuna Merghindeal | 13 45.98333°N 24.69444°E                    | sec. XIII - XVIII                              | Alte imagini          | Raportează eroare |
| SB-II-m-A-12378.01                     | Biserica evanghelică fortificată                                                                | sat Dealu Frumos; comuna Merghindeal | 13                                          | sec. XIII, cca. 1500, sec. XVIII               |                       | Raportează eroare |
| SB-II-m-A-12378.02                     | Incintă fortificată, cu turnuri, acces fortificat, încăperi pentru provizii, anexe.             | sat Dealu Frumos; comuna Merghindeal | 13                                          | 1522, 1647                                     |                       | Raportează eroare |
| SB-II-m-B-12379                        | Casă (Wohner)                                                                                   | sat Dealu Frumos; comuna Merghindeal | 118                                         | 1783                                           | Încarcă foto \| video | Raportează eroare |
| SB-II-m-B-12380                        | Biserica „Sf. Nicolae”                                                                          | sat Dealu Frumos; comuna Merghindeal | Str. Bisericii 251                          | 1824                                           | Încarcă foto \| video | Raportează eroare |
| SB-II-a-A-12381                        | Ansamblul bisericii evanghelice fortificate                                                     | sat Dobârca; oraș Miercurea Sibiului | 212                                         | sec. XIII-XIX                                  | Alte imagini          | Raportează eroare |
| SB-II-m-A-12381.01                     | Biserica evanghelică fortificată                                                                | sat Dobârca; oraș Miercurea Sibiului | 212                                         | sec. XIII, transf. 1481-1515; 1631, 1741, 1872 |                       | Raportează eroare |
| SB-II-m-A-12381.02                     | Incintă fortificată, cu turnuri și acces fortificat                                             | sat Dobârca; oraș Miercurea Sibiului | 212                                         | cca. 1500, înc. sec. XVII                      | Încarcă foto \| video | Raportează eroare |
| SB-II-a-A-12386                        | Ansamblul bisericii evanghelice fortificate                                                     | sat Dupuș; comuna Ațel               | 127 46.1519°N 24.495°E                      | primul sfert al sec. XVI-sec. XVIII            | Alte imagini          | Raportează eroare |
| SB-II-m-A-12386.01 (RAN: 144027.01.01) | Biserica evanghelică fortificată                                                                | sat Dupuș; comuna Ațel               | 127                                         | 1500 - 1525,1743                               |                       | Raportează eroare |
| SB-II-m-A-12386.02 (RAN: 144027.01.02) | Zid incintă                                                                                     | sat Dupuș; comuna Ațel               | 127                                         | sec. XVI                                       |                       | Raportează eroare |
| SB-IV-m-B-12619                        | Casa Victor Păcală                                                                              | sat Dealu Frumos; comuna Merghindeal | 251                                         | sec. XIX                                       | Încarcă foto \| video | Raportează eroare |